# Châbles
Châbles es una comuna suiza del cantón de Friburgo, situada en el distrito de Broye a orillas del lago de Neuchâtel. Limita al noreste con las comunas de Estavayer-le-Lac y Châtillon, al sureste con Lully, al sur con Murist, al oeste con Cheyres, y al noroeste con Concise (VD) y Vaumarcus (NE).

## Enlaces externos

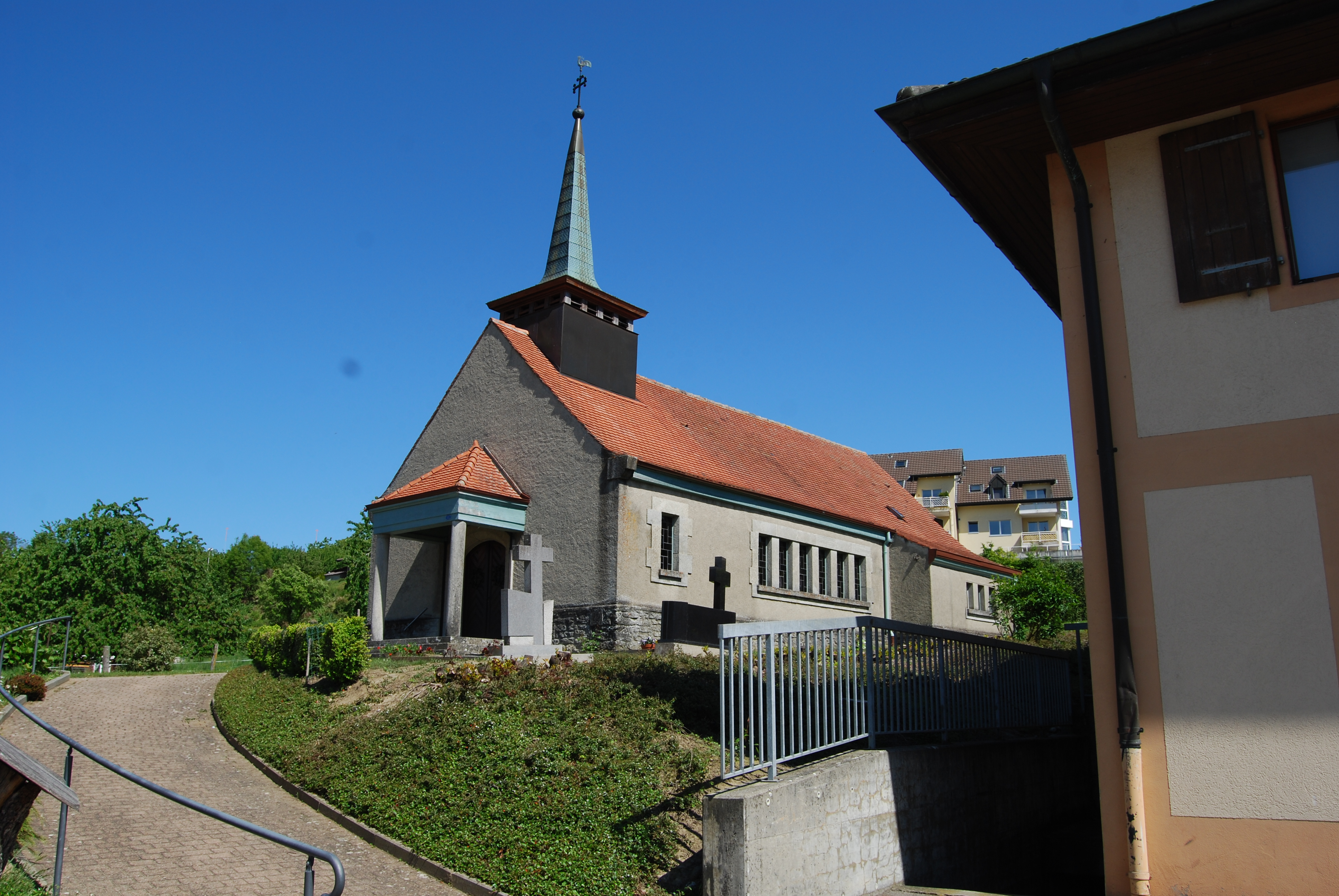
Châbles